# Premi César 2002

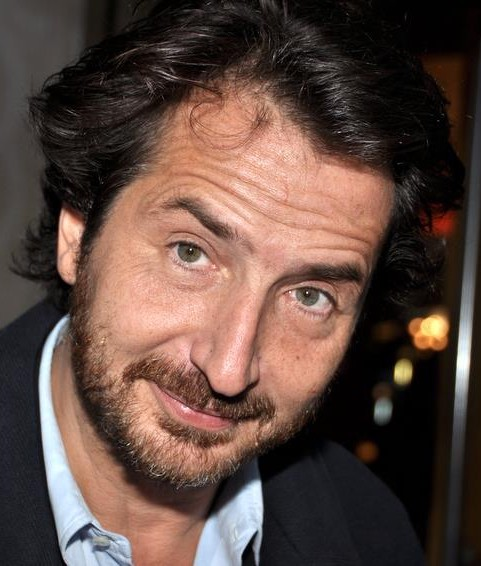
Édouard Baer presentatore della cerimonia

La cerimonia di premiazione della 27ª edizione dei Premi César si è svolta il 2 marzo 2002 al Théâtre du Châtelet di Parigi. È stata presieduta da Nathalie Baye e presentata da Édouard Baer. È stata trasmessa da Canal+.
Il film che ha ottenuto il maggior numero di candidature (tredici) e vinto il maggior numero di premi (quattro) è stato Il favoloso mondo di Amélie (Le fabuleux destin d'Amélie Poulain) di Jean-Pierre Jeunet.

## Vincitori e candidati
I vincitori sono indicati in grassetto, a seguire gli altri candidati.

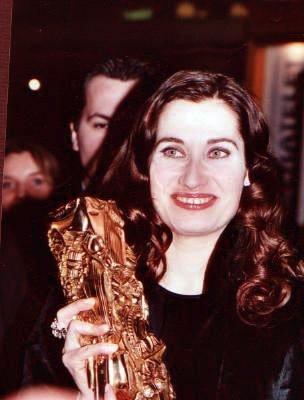
Emmanuelle Devos con il César ricevuto come migliore attrice

### Miglior film
- Il favoloso mondo di Amélie (Le fabuleux destin d'Amélie Poulain), regia di Jean-Pierre Jeunet
- La chambre des officiers, regia di François Dupeyron
- Chaos, regia di Coline Serreau
- Sotto la sabbia (Sous le sable), regia di François Ozon
- Sulle mie labbra (Sur mes lèvres), regia di Jacques Audiard

### |Miglior regista
- Jean-Pierre Jeunet - Il favoloso mondo di Amélie (Le fabuleux destin d'Amélie Poulain)
- Jacques Audiard - Sulle mie labbra (Sur mes lèvres)
- Patrice Chéreau - Intimacy - Nell'intimità (Intimacy)
- François Dupeyron - La chambre des officiers
- François Ozon - Sotto la sabbia (Sous le sable)

### Miglior attore
- Michel Bouquet - Comment j'ai tué mon père
- Eric Caravaca - La chambre des officiers
- Vincent Cassel - Sulle mie labbra (Sur mes lèvres)
- André Dussollier - Tanguy
- Jacques Dutronc - C'est la vie

### Miglior attrice
- Emmanuelle Devos - Sulle mie labbra (Sur mes lèvres)
- Catherine Frot - Chaos
- Isabelle Huppert - La pianista (La pianiste)
- Charlotte Rampling - Sotto la sabbia (Sous le sable)
- Audrey Tautou - Il favoloso mondo di Amélie (Le fabuleux destin d'Amélie Poulain)

### Migliore attore non protagonista
- André Dussollier - La chambre des officiers
- Édouard Baer - Betty Fisher e altre storie (Betty Fisher et autres histoires)
- Jamel Debbouze - Il favoloso mondo di Amélie (Le fabuleux destin d'Amélie Poulain)
- Jean-Paul Roussillon - Una rondine fa primavera (Une hirondelle a fait le printemps)
- Rufus - Il favoloso mondo di Amélie (Le fabuleux destin d'Amélie Poulain)

### Migliore attrice non protagonista
- Annie Girardot - La pianista (La pianiste)
- Nicole Garcia - Betty Fisher et autres histoires
- Noémie Lvovsky - Mia moglie è un'attrice (Ma femme est une actrice)
- Isabelle Nanty - Il favoloso mondo di Amélie (Le fabuleux destin d'Amélie Poulain)
- Line Renaud - Chaos

### Migliore promessa maschile
- Robinson Stévenin - Mauvais genres
- Éric Berger - Tanguy
- Stefano Cassetti - Roberto Succo
- Grégori Derangère - La chambre des officiers
- Jean-Michel Portal - La chambre des officiers

### Migliore promessa femminile
- Rachida Brakni - Chaos
- Marion Cotillard - Les jolies choses
- Hélène de Fougerolles - Chi lo sa? (Va savoir)
- Hélène Fillières - Regine per un giorno (Reines d'un jour)
- Isild Le Besco - Roberto Succo

### Migliore sceneggiatura originale o miglior adattamento
- Jacques Audiard e Tonino Benacquista - Sulle mie labbra (Sur mes lèvres)
- François Dupeyron - La chambre des officiers
- Jean-Pierre Jeunet e Guillaume Laurant - Il favoloso mondo di Amélie (Le fabuleux destin d'Amélie Poulain)
- Coline Serreau - Chaos
- Danis Tanović - No Man's Land

### Migliore fotografia
- Tetsuo Nagata - La chambre des officiers
- Bruno Delbonnel - Il favoloso mondo di Amélie (Le fabuleux destin d'Amélie Poulain)
- Mathieu Vadepied - Sulle mie labbra (Sur mes lèvres)

### Miglior montaggio
- Marie-Josèphe Yoyotte - Il popolo migratore (Le peuple migrateur)
- Hervé Schneid - Il favoloso mondo di Amélie (Le fabuleux destin d'Amélie Poulain)
- Juliette Welfling - Sulle mie labbra (Sur mes lèvres)

### Migliore scenografia
- Aline Bonetto - Il favoloso mondo di Amélie (Le fabuleux destin d'Amélie Poulain)
- Antoine Fontaine - La nobildonna e il duca (L'anglaise et le duc)
- Guy-Claude François - Il patto dei lupi (Le pacte des loups)

### Migliori costumi
- Dominique Borg - Il patto dei lupi (Le pacte des loups)
- Pierre-Jean Larroque - La nobildonna e il duca (L'anglaise et le duc)
- Catherine Bouchard - La chambre des officiers
- Madeline Fontaine - Il favoloso mondo di Amélie (Le fabuleux destin d'Amélie Poulain)

### [Migliore musica
- Yann Tiersen - Il favoloso mondo di Amélie (Le fabuleux destin d'Amélie Poulain)
- Bruno Coulais - Il popolo migratore (Le peuple migrateur)
- Alexandre Desplat - Sulle mie labbra (Sur mes lèvres)
- Joseph LoDuca - Il patto dei lupi (Le pacte des loups)

### Miglior sonoro
- Cyril Holtz e Pascal Villard - Sulle mie labbra (Sur mes lèvres)
- Vincent Arnardi, Gérard Hardy e Jean Umansky - Il favoloso mondo di Amélie (Le fabuleux destin d'Amélie Poulain)
- Cyril Holtz e Jean-Paul Mugel - Il patto dei lupi (Le pacte des loups)

### Miglior film straniero
- Mulholland Drive, regia di David Lynch
- Moulin Rouge!, regia di Baz Luhrmann
- La stanza del figlio, regia di Nanni Moretti
- Traffic, regia di Steven Soderbergh
- L'uomo che non c'era (The Man Who Wasn't There), regia di Joel ed Ethan Coen

### Migliore opera prima
- No Man's Land, regia di Danis Tanović
- Grégoire Moulin contre l'humanité, regia di Artus de Penguern
- Mia moglie è un'attrice (Ma femme est une actrice), regia di Yvan Attal
- Il popolo migratore (Le peuple migrateur), regia di Jacques Perrin
- Una rondine fa primavera (Une hirondelle a fait le printemps), regia di Christian Carion

### Miglior cortometraggio
- Au premier dimanche d'août, regia di Florence Miailhe
- Les filles du douze, regia di Pascale Breton
- Millevaches (Expérience), regia di Pierre Vinour
- Des morceaux de ma femme, regia di Frédéric Pelle
- La pomme, la figue et l'amande, regia di Joël Brisse

### Premio César onorario
- Anouk Aimée
- Jeremy Irons
- Claude Rich